# Кубинская пещера
Куби́нская — пещера в Красноярском крае, открыта в 1963 году.

## История
Пещера была открыта весной 1963 года, что совпало с приездом в Красноярск кубинского революционера Фиделя Кастро. Спелеологи назвали пещеру Кубинской, а её первый и наиболее крупный грот — гротом Фиделя.
Существуют противоречивые данные об открытии этого объекта. По одной информации, первыми к пещере поднялись Виктор Полуэктов и Михаил М. Мамонтов вместе с товарищами 1 мая 1963 года. В период до 15 мая полное прохождение до дна совершил коллектив Красноярского краевого клуба спелеологов под руководством Игоря Петровича Ефремова. Согласно другим сведениям, Кубинскую открыл Виктор И. Пономарёв в апреле 1963 года Прохождение было совершено 1 мая группой из шести человек, включающей Игоря Петровича Ефремова, Геннадия Дмитриевича Коваленко, Владимира Деньгина, Валерия Дмитриевича Бобрина, Михаила И. Мамонтова и руководителя Пономарёва.
В ходе проходческих работ в пещере Гондурас две пещеры были соединены в одну систему.

## Характеристика
Кубинская пещера расположена в 14 километрах от посёлка Шумиха в Емельяновском районе (по другим данным — на территории муниципального образования город Дивногорск) Красноярского края, в левом борту Бирюсинского залива Красноярского водохранилища, в 2,5 километрах западнее устья залива.
Является одной из глубочайших в Красноярском крае. До затопления водохранилища глубина составляла 274 метра, в последующем это число сократилось до 200 метров. Протяжённость ходов — 3000 метров, объём — 32 000 кубических метров. Представляет каскадную систему. Тип полости вертикальный. Несколько уровней с разветвлённой системой ходов и гротов. В гроте Голубых озёр находятся подвешенные озёра. Уровень подтопления напрямую зависит от уровня воды в водохранилище. Температура — +4 °С, относительная влажность — 95 %. Категория сложности — 2Б. Это одна из самых сложных вертикальных полостей Сибири.
Вертикальные части представлены колодцами глубиной до 40 метров, соединёнными ходами и гротами. По всей пещере расположились натёчные кальцитовые образования: сталактиты, занавеси, натёчная кора и другие. Повсеместно распространены обвально-гравитационные и глинистые остаточные отложения.
Вход в пещеру представляет собой вертикальный разлом размерами 1х3 метра на склоне массива в скалах в 200 метрах от уровня водохранилища. Абсолютная высота входа — 400 метров. Привходовая площадка отсутствует. Недалеко от входа — участок скального лазания.
Встречаются летучие мыши. Под входным колодцем имеются слои костных останков (предположительно диких коз).
В 1977 году Кубинская пещера объявлена памятником природы регионального значения. Пригодна для спортивного туризма.